# São José do Goiabal
São José do Goiabal est une municipalité brésilienne de l'État du Minas Gerais et la Microrégion d'Ipatinga.